# Кабукимоно
Кабукимоно или още хатамото якко са банди от самураи във феодална Япония. Появяват се през периода Азучи – Монояма между периодите Муромачи и началото на периода Едо (1603), а през бурния период Сенгоку те приключват. Често Кабукимоно се превежда като „странни неща“ или също „лудите“, като произлизащо от „кабуку“, означаващо „отклонявам се“. Те са или ронини, странстващи самураи, или мъже, които някога са работили за самурайска фамилия и в мирни времена формират улични банди. Някои от тях обаче са от изтъкнати родове, като например Ода Нобунага и Маеда Тошийе.
Кабукимоно често се обличали пищно и екстравагантно, комбинирайки цветове като жълто и синьо, с аксесоари като късо кимоно с оловни тежести в подгъвите, кадифени ревери, широки оби, елементи от европейското облекло и дори подобно на съвременните травестити дамско облекло. Кабукимоно освен това често са с необичайни прически, бради и мустаци – или в някакъв специфичен стил или просто оставени дълги. Катаната им често е екстравагантна, с голяма или квадратна цуба (гард), червена сая (ножница) и с по-голяма от обичайната дължина. Някои от тях дори използват като оръжие изключително дългите си кисеру (лули).
Кабукимоно били известни с безсрамното си сприхаво поведение, като неплащане в ресторант и ограбване на гражданите. Имало случаи да посекат хора просто за да изпробват новия си меч (цуджигири), също инциденти с масово насилие в местата, където могат да се срещнат, особено в големи градове като Едо и Киото. Борбата, гръмкото пеене и танцуване по улиците също били обичайни, както и битките между бандите по тъмно. Върхът на Кабукимоно е по времето на периода Кейчо (1596 – 1615), макар по времето на бафуку (шогуната) контролът става строг и Кабукимоно запада.
Смята се, че Изумо но Окуни заема много от стила и характерите на Кабукимоно в създадената от нея трупа в Киото и това довежда до формирането на традиционния японски театър Кабуки. Подобно на Кабукимоно, тя често носи мъжки дрехи, дори се декизира като мъж и носи оръжия.
Смята се, че съвременната Якудза води началото си от Кабукимоно или от банди от селяни, събрали се за да се борят със своите подтисници, докато други изследователи търсят произхода им в „мачи якко“, вид частна полиция.